# Tân Triều, Đồng Nai
Tân Triều là một phường thuộc tỉnh Đồng Nai, Việt Nam.

## Địa lý
Phường Tân Triều có vị trí địa lý:
- Phía đông giáp phường Trảng Dài.
- Phía tây và bắc giáp Thành phố Hồ Chí Minh.
- Phía nam giáp phường Tam Hiệp và Trấn Biên.

Phường Tân Triều có diện tích tự nhiên 63,29 km², dân số năm 2025 là 101.608 người, mật độ dân số đạt 1.605 người/km².

## Lịch sử
Theo Nghị quyết số 202/2025/QH15 ngày 12/6/2025 về sắp xếp các đơn vị hành chính cấp xã của tỉnh Đồng Nai năm 2025, sắp xếp toàn bộ diện tích tự nhiên, quy mô dân số của phường Tân Phong, xã Tân Bình, Bình Lợi, Thạnh Phú thành phường mới có tên gọi là phường Tân Triều.